# Strada statale 115 Sud Occidentale Sicula
La strada statale 115 Sud Occidentale Sicula è una strada statale italiana che collega le città di Trapani e Siracusa passando per Agrigento, Gela e Modica.
La strada attraversa le cinque province della costa mediterranea della Sicilia: Trapani, Agrigento, Caltanissetta, Ragusa, Siracusa, ed è parte degli itinerari europei E931 da Mazara del Vallo a Gela ed E45 da Gela a Rosolini.
La lunghezza della strada è di circa 383 chilometri, essendo così la più lunga dell'isola. Il chilometraggio ufficiale si attesta però sui 409 chilometri poiché considera il più lungo tracciato originario.
Si divide in due tronchi (da Trapani a Porto Empedocle e da Agrigento a Siracusa); le diramazioni sono classificate come SS 115 dir, SS 115 dir/A, SS 115 ter e SS 115 quater.

## Storia
La strada statale 115 venne istituita nel 1928 con il seguente percorso: "Trapani - Marsala - Mazara - Castelvetrano - Innesto con la n. 118 presso Agrigento - Terranova - Modica - Spaccaforno - Siracusa."
Nel corso della seconda metà del XX secolo sono state costruite diverse varianti al fine di attribuire ad alcuni tratti della strada le caratteristiche di uno scorrimento veloce (un'unica carreggiata a doppio senso di marcia, ampie curve, nessun incrocio a raso né attraversamento di centri abitati). Ciò ha comportato il declassamento a strade provinciali di parti del tracciato originario. Le varianti più significative sono state realizzate tra Castelvetrano e Sciacca; tra Ribera e Siculiana, tra Porto Empedocle e Agrigento; tra Agrigento e Licata; tra Ragusa e Modica.

## Descrizione

### Da Trapani a Mazara del Vallo
Da Trapani a Mazara del Vallo la strada attraversa un continuum di centri abitati. Un percorso alternativo a scorrimento veloce è stato realizzato tra Birgi e Marsala e ne è previsto il prolungamento verso Mazara del Vallo (lo scorrimento veloce Trapani-Marsala), ma non è stato classificato come strada statale. La strada è gestita dall'ANAS a partire dall'uscita dal centro abitato di Xitta, alla progressiva chilometrica 3+300. Un lungo tratto di 21,6 chilometri costituisce l'attraversamento interno della città di Marsala e del limitrofo comune di Petrosino: in tale tratta la progressiva chilometrica segue il percorso originario della strada, che attraversa il centro storico marsalese e lambisce la costa fino a capo Lilibeo, mentre l'attraversamento del centro abitato è più breve attraverso altre strade urbane. Parimenti, a Mazara del Vallo la progressiva chilometrica segue il percorso originario all'interno del centro storico, sebbene, in corrispondenza dell'abitato, un tratto in variante si esaurisca senza soluzione di continuità nell'autostrada A29. In questo tratto la strada si raccorda con le diverse diramazioni dell'autostrada A29: con la diramazione per Trapani attraverso lo scorrimento di Villa Rosina; con diramazione per Birgi a Fontanasalsa; con l'asse principale a Mazara del Vallo. Si raccorda altresì con diverse strade statali. In particolare si collega alla strada statale 113 e alla strada statale 187 a Trapani; alla strada statale 188 a Marsala

#### Tabella percorso
| Sud Occidentale Sicula tratto Trapani-Mazara del Vallo |                                                                           |      |           |                |
| Tipo                                                   | Indicazione                                                               | ↓km↓ | Provincia | Strada europea |
|                                                        | Trapani Via Marsala di Castellammare del Golfo                            | 0,0  | TP        | -              |
|                                                        | Scorrimento Villa Rosina per Diramazione Alcamo-Trapani                   | 1,6  | TP        | -              |
|                                                        | Xitta                                                                     | 3,0  | TP        | -              |
|                                                        | Paceco                                                                    | 5,0  | TP        | -              |
|                                                        | Diramazione per Birgi (Svincolo di Marsala)                               | 8,7  | TP        | -              |
|                                                        | Fontanasalsa                                                              | 9,0  | TP        | -              |
|                                                        | Guarrato                                                                  | 10,7 | TP        | -              |
|                                                        | Rilievo                                                                   | 14,0 | TP        | -              |
|                                                        | Scorrimento veloce Trapani-Marsala                                        |      | TP        | -              |
|                                                        | Granatello                                                                | 19,0 | TP        | -              |
|                                                        | Scorrimento veloce Trapani-Marsala                                        |      | TP        | -              |
|                                                        | Tabaccaro                                                                 | 23,0 | TP        | -              |
|                                                        | Addolorata                                                                |      | TP        | -              |
|                                                        | Marsala Centro Occidentale Sicula                                         | 32,3 | TP        | -              |
|                                                        | Terrenove                                                                 |      | TP        | -              |
|                                                        | Strasatti                                                                 | 43,0 | TP        | -              |
|                                                        | Raccordo di Mazara del Vallo C.da Bianca Giancreco - C.da Ponte Giangreco | 49,1 | TP        | -              |
|                                                        | per Ponte San Lorenzo, Xitta Mazara del Vallo (sede storica ss 115)       | 49,7 | TP        | -              |
|                                                        | Mazara del Vallo Mazara Due                                               | 50,3 | TP        | -              |
|                                                        | Palermo-Mazara del Vallo                                                  | 51,0 | TP        | -              |

### Da Mazara del Vallo ad Agrigento
Da Mazara del Vallo a Castelvetrano la SS 115 è destinata al traffico locale, essendo affiancata dall'autostrada A29. Da Castelvetrano la strada assume caratteristiche di strada a scorrimento veloce, senza intersezioni a raso, e corre in variante a nord rispetto al vecchio tracciato, oggi di competenza della provincia di Agrigento, che attraversava l'abitato di Menfi. Diversi svincoli la connettono alla viabilità locale; presso il bivio San Bartolo vi si innesta la strada statale 624 Palermo-Sciacca. Anche il tracciato tra Sciacca e Porto Empedocle è in buona parte in variante e lambisce, senza attraversarli, gli abitati di Montallegro, Siculiana e Realmonte. In questo tratto sono presenti due gallerie (Magone e Garebici), costruite originariamente a doppia canna in vista di un futuro raddoppio dell'infrastruttura. All'uscita dell'attraversamento urbano di Porto Empedocle un tratto in variante della strada statale 115 confluisce senza soluzione di continuità nella strada statale 640 Strada degli Scrittori, mentre il percorso originario volge verso Villaseta e la Valle dei Templi.

#### Tabella percorso
| Sud Occidentale Sicula tratto Mazara del Vallo-Agrigento |                                                             |       |           |                |
| Tipo                                                     | Indicazione                                                 | ↓km↓  | Provincia | Strada europea |
|                                                          | Mazara del Vallo                                            | 52,5  | TP        |                |
|                                                          | Riserva naturale Lago Preola e Gorghi Tondi di Gorghi Tondi |       | TP        |                |
|                                                          | C.da San Nicola                                             |       | TP        |                |
|                                                          | Stazione di San Nicola di Mazara                            |       | TP        |                |
|                                                          | Campobello di Mazara                                        | 65,3  | TP        |                |
|                                                          | Campobello di Mazara                                        |       | TP        |                |
|                                                          | Palermo-Mazara del Vallo (Svincolo di Campobello di Mazara) | 69,9  | TP        |                |
|                                                          | Castelvetrano di Gibellina                                  | 73,0  | TP        |                |
|                                                          | Palermo-Mazara del Vallo (Svincolo di Castelvetrano)        | 75,7  | TP        |                |
|                                                          | Sud Occidentale Sicula                                      | 77,0  | TP        |                |
|                                                          | Partanna di Zangara                                         | 79,7  | TP        |                |
|                                                          | Viadotto Belice (2051 m)                                    | 81,8  | TP        |                |
|                                                          | Montevago per Porto Palo                                    | 84,9  | AG        |                |
|                                                          | Menfi per SS 624                                            | 90,7  | AG        |                |
|                                                          | Viadotto Carboj (1996 m)                                    | 99,4  | AG        |                |
|                                                          | Bivio San Bartolo Palermo-Sciacca                           | 102,0 | AG        |                |
|                                                          | Viabilità complanare (solo da/per direzione Trapani)        | 102,7 | AG        |                |
|                                                          | Viabilità complanare C.da Scunchipane                       | 105,4 | AG        |                |
|                                                          | Viabilità complanare C.da Bordea                            | 109,7 | AG        |                |
|                                                          | Sciacca per Caltabellotta                                   | 112,3 | AG        |                |
|                                                          | Sciacca (solo direzione Siracusa) Porto di Sciacca          | 117,0 | AG        |                |
|                                                          | Sciacca per Menfi - ex SS 115                               | 117,3 | AG        |                |
|                                                          | Sciacca est                                                 |       | AG        |                |
|                                                          | per Sant'Anna                                               | 121,3 | AG        |                |
|                                                          | per Sant'Anna                                               |       | AG        |                |
|                                                          | Fiume Verdura                                               |       | AG        |                |
|                                                          | di Ribera                                                   |       | AG        |                |
|                                                          | per C.da Magone, Ribera                                     |       | AG        |                |
|                                                          | per Seccagrande, Ribera                                     |       | AG        |                |
|                                                          | per Borgo Bonsignore, Ribera                                |       | AG        |                |
|                                                          | per Eraclea Minoa, Cattolica Eraclea                        |       | AG        |                |
|                                                          | per Montallegro                                             |       | AG        |                |
|                                                          | Montallegro (solo direzione Trapani)                        |       | AG        |                |
|                                                          | per Montallegro                                             |       | AG        |                |
|                                                          | Viadotto Canne (1241 m)                                     | 165,0 | AG        |                |
|                                                          | per Siculiana, Siculiana Marina                             | 167,9 | AG        |                |
|                                                          | Siculiana                                                   | 169,0 | AG        |                |
|                                                          | Siculiana                                                   | 169,6 | AG        |                |
|                                                          | Realmonte                                                   |       | AG        |                |
|                                                          | per Scala dei Turchi, Capo Rossello                         | 177,3 | AG        |                |
|                                                          | di Porto Empedocle                                          | 178,7 | AG        |                |
|                                                          | C.da Ciuccafa                                               | 180,1 | AG        |                |
|                                                          | Porto Empedocle                                             | 182,5 | AG        |                |
|                                                          | Sud Occidentale Sicula (tracciato originario)               | 183,7 | AG        |                |
|                                                          | Sud Occidentale Sicula                                      | 184,5 | AG        |                |
|                                                          | Svincolo Caos Strada degli Scrittori                        | 186,5 | AG        |                |

### Da Agrigento a Ragusa

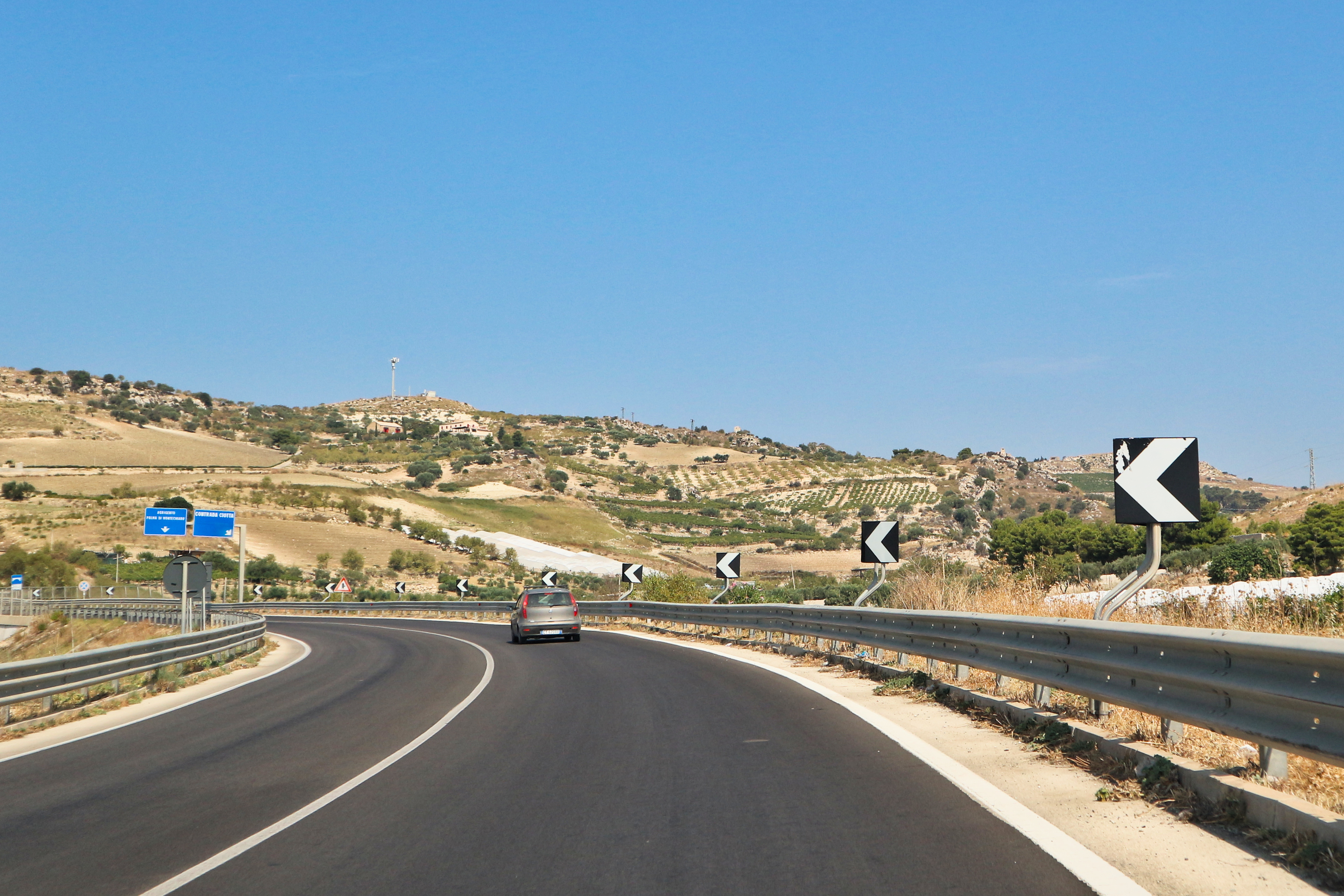
Strada presso l'uscita per contrada Ciotta, nel comune di Palma di Montechiaro

Il percorso originario della strada statale 115, provenendo da Porto Empedocle, attraversa Villaseta e la Valle dei Templi, fino alla rotatoria nei pressi del tempio di Giunione Lacinia, nel territorio di Agrigento, dove comincia la gestione ANAS e la strada rientra sull'itinerario principale E931 che da Porto Empedocle ha condiviso una parte del percorso con la strada statale 640 Strada degli Scrittori.
La strada raggiunge, con un percorso ancora a scorrimento veloce, Palma di Montechiaro e Licata. Da Licata si supera l'innesto sulla strada statale Caltanissetta-Gela e si giunge a Gela. Da qui, attraverso un percorso in parte collinare in parte pianeggiante, si giunge in provincia di Ragusa. Si supera Vittoria in variante e si attraversa l'abitato di Comiso da dove la strada sale con ampi tornanti verso Ragusa.
Il più lungo attraversamento urbano della SS 115 è quello della città di Gela in provincia di Caltanissetta. Il tratto stradale a nord del centro urbano (ex circonvallazione) è stato progressivamente urbanizzato a partire dalla metà degli anni '70 dello scorso secolo e, dopo la cessione di un ulteriore tratto di 1,1 km (ovest) al Comune di Gela nel 2007, oggi comprende complessivamente 6 km di tracciato in centro urbano (con limite di 50 km/h). La strada prende il nome di via Venezia ed è una delle arterie commerciali più importanti della cittadina. Il Governo nel 2016 ha stanziato una somma di 316 milioni di euro per la realizzazione di una Tangenziale a nord della città che collegherà le strade statali 626, 117 bis e 115 nonché alcune strade provinciali e l'asse attrezzato della zona industriale con la futura autostrada per Siracusa.

#### Tabella percorso
| Sud Occidentale Sicula tratto Agrigento-Ragusa |                                                                         |       |           |                |
| Tipo                                           | Indicazione                                                             | ↓km↓  | Provincia | Strada europea |
|                                                | Sud Occidentale Sicula (tratto in variante)                             | 183,6 | AG        | -              |
|                                                | Sud Occidentale Sicula                                                  | 184,3 | AG        | -              |
|                                                | Sud Occidentale Sicula                                                  | 184,5 | AG        | -              |
|                                                | Villaseta                                                               | 185,3 | AG        | -              |
|                                                | Corleonese Agrigentina per Villaggio Peruzzo, San Leone                 | 188,0 | AG        | -              |
|                                                | Rotatoria Giunone Strada degli Scrittori per Agrigento Valle dei Templi | 189,2 | AG        |                |
|                                                | Villaggio Mosè                                                          | 191,5 | AG        |                |
|                                                | Bivio Crocca per Favara per SS 640                                      |       | AG        |                |
|                                                | di Furore                                                               | 198,1 | AG        |                |
|                                                | per C.da Cavaleri Magazzeni                                             |       | AG        |                |
|                                                | Palma di Montechiaro di Naro per Marina di Palma                        |       | AG        |                |
|                                                | Palma di Montechiaro                                                    |       | AG        |                |
|                                                | Palma di Montechiaro                                                    |       | AG        |                |
|                                                | per Campobello di Licata                                                |       | AG        |                |
|                                                | C.da Ciotta                                                             |       | AG        |                |
|                                                | per Torre di Gaffe                                                      |       | AG        |                |
|                                                | Licata ovest                                                            |       | AG        |                |
|                                                | di Licata                                                               |       | AG        |                |
|                                                | Licata est                                                              |       | AG        |                |
|                                                | Marina di Butera                                                        |       | CL        |                |
|                                                | della Valle del Salso                                                   |       | CL        |                |
|                                                | Manfria                                                                 |       | CL        |                |
|                                                | Gela ovest                                                              | 259,9 | CL        |                |
|                                                | Gela per Butera                                                         |       | CL        |                |
|                                                | Gela est Centrale Sicula Polo petrolchimico di Gela                     | 267,5 | CL        |                |
|                                                | per Biviere di Gela                                                     | 272,3 | CL        |                |
|                                                | Tangenziale di Gela                                                     | 272,6 | CL        |                |
|                                                | per Niscemi                                                             |       | CL        |                |
|                                                | per Caltagirone e Acate (Caltagirone-Mare)                              |       | CL/RG     |                |
|                                                | Fiume Dirillo                                                           |       | CL/RG     |                |
|                                                | per Acate                                                               |       | RG        |                |
|                                                | per Marina di Acate                                                     |       | RG        |                |
|                                                | Vittoria ovest                                                          | 295,3 | RG        |                |
|                                                | Vittoria per Acate                                                      | 296,2 | RG        |                |
|                                                | Vittoria per Borgo Fondo Monaci                                         | 297,2 | RG        |                |
|                                                | Vittoria est per Aeroporto di Comiso                                    | 298,8 | RG        |                |
|                                                | Comiso per Aeroporto di Comiso per Bivio Coffa                          | 305,0 | RG        |                |
|                                                | Sud Occidentale Sicula (direzione Siracusa)                             | 314,6 | RG        |                |
|                                                | di Chiaramonte per Ragusa                                               | 314,6 | RG        |                |

### Da Ragusa a Modica
Nel tratto urbano di Ragusa la vecchia SS 115 è stata rinominata con diversi nomi. Partendo dall'incrocio di Ragusa Ibla:
- via Risorgimento
- piazza Vann'Antò
- via Archimede
- corso Vittorio Veneto
- via San Luigi
- viale delle Americhe (anche SP 52 Ragusa-Castiglione).

L'attraversamento dell'area di Ragusa avviene in variante rispetto al percorso originario, che invece si inoltrava all'interno del centro urbano. Il percorso storico venne costruito come "Regia Trazzera" negli anni 1841-1850. Nell'estate del 1984 con la fine dei lavori del ponte Costanzo fu completata una variante di 19 km che dalle porte di Modica va fino all'incrocio con la SS 514 di Chiaramonte. La variante fu costruita per evitare l'attraversamento del centro urbano di Ragusa ed allo stesso tempo si creò un percorso più scorrevole e meno tortuoso rispetto al tracciato originario che da Modica scendeva fino al fondovalle dell'Irminio per poi risalire verso Ragusa. Il nuovo tracciato, che non presenta intersezioni a raso se non per qualche eccezione, ha origine senza soluzione di continuità dalla strada statale 514 di Chiaramonte (parte dell'itinerario impropriamente denominato "scorrimento veloce Catania-Ragusa") presso lo svincolo a ovest del capoluogo ibleo, il quale la connette al resto della strada statale 115 in direzione Comiso e alla strada provinciale 52 "via delle Americhe", in direzione Ragusa centro.
Due ampi tornanti dopo la zona industriale di Ragusa consentono alla strada di scendere a una quota più bassa fino a raggiungere il ponte Costanzo sul fiume Irminio. Il tratto successivo è oggi di competenza comunale, ad eccezione del ponte Guerrieri che scavalca la fiumara di Modica. Il vecchio tracciato dal bivio con la SS 194 sotto Ragusa Ibla fino a Modica è stato integrato nella strada statale 194 Ragusana, mentre la restante parte è stata riclassificata come strade urbane dal comune di Ragusa con l'eccezione di una parte di viale delle Americhe che è classificato come strada provinciale 52 Ragusa-Castiglione.

#### Tabella percorso
| Sud Occidentale Sicula tratto Ragusa-Modica |                                                       |       |      |           |                |
| Tipo                                        | Indicazione                                           | km    | Note | Provincia | Strada europea |
|                                             | di Chiaramonte                                        | 314,6 |      | RG        |                |
|                                             | Sud Occidentale Sicula (direzione Trapani) per Ragusa | 314,6 |      | RG        |                |
|                                             | Area di servizio                                      | 317,3 |      | RG        |                |
|                                             | Ragusa per Santa Croce Camerina                       | 320,5 |      | RG        |                |
|                                             | Zona industriale di Ragusa Ragusa-Marina di Ragusa    | 321,9 |      | RG        |                |
|                                             | Ponte Costanzo                                        | 332,2 |      | RG        |                |
|                                             | Ponte Guerrieri                                       | 335,9 |      | RG        |                |

### Da Modica a Siracusa
Il percorso della strada statale 115 da Modica a Siracusa ha caratteristiche di viabilità ordinaria, attraversando i centri di Ispica, Rosolini, Noto, Avola e Cassibile (all'interno dei quali è stato declassificato a comunale) fino a giungere a Siracusa. Il tratto dal km 405.700 fino alla fine è stato declassificato a strada comunale; in precedenza giungeva fino al km 409, nei pressi di via Catania, asse stradale storico diretto verso nord, lungo la direttrice dell'Orientale Sicula.

#### Tabella percorso
| Sud Occidentale Sicula tratto Modica-Siracusa |                                                    |       |           |                |
| Tipo                                          | Indicazione                                        | ↓km↓  | Provincia | Strada europea |
|                                               | per Pozzallo                                       | 345,4 | RG        |                |
|                                               | Ispica                                             | 352,2 | RG        |                |
|                                               | per Pozzallo                                       | 356,0 | RG        |                |
|                                               | per Pachino                                        | 356,3 | RG        |                |
|                                               | Rosolini                                           | 359,9 | SR        | -              |
|                                               | per San Paolo                                      | 370,0 | SR        | -              |
|                                               | per Calabernardo, Lido di Noto                     | 374,6 | SR        | -              |
|                                               | Noto                                               | 375,9 | SR        | -              |
|                                               | per Pachino                                        | 378,9 | SR        | -              |
|                                               | Circonvallazione di Avola                          | 382,3 | SR        | -              |
|                                               | Avola                                              | 383,8 | SR        | -              |
|                                               | Siracusa-Gela (Svincolo di Avola)                  | 389,4 | SR        | -              |
|                                               | per Fontane Bianche                                | 392,7 | SR        | -              |
|                                               | Ferrovia Siracusa-Gela-Canicattì                   | 393,8 | SR        | -              |
|                                               | per Floridia Siracusa-Gela (Svincolo di Cassibile) | 395,0 | SR        | -              |
|                                               | Cassibile                                          | 395,7 | SR        | -              |
|                                               | Ferrovia Siracusa-Gela-Canicattì                   | 401,3 | SR        | -              |
|                                               | per Arenella                                       | 401,3 | SR        | -              |
|                                               | per Penisola della Maddalena e Plemmirio           | 404,7 | SR        | -              |
|                                               | Siracusa                                           | 405,7 | SR        | -              |

### Diramazioni
Lungo il percorso si innestano sulla strada statale 115 diverse diramazioni:
- SS 115 dir, di 7,5 chilometri, collegamento tra l'arteria principale e Selinunte;
- SS 115 dir/A, di 2,4 chilometri, collegamento tra l'arteria principale e il porto di Mazara del Vallo;
- SS 115 ter, di 3,0 chilometri, collegamento tra l'arteria principale e il porto di Porto Empedocle;
- SS 115 quater, di 3,9 chilometri, collegamento tra l'arteria principale, a Villaseta e Monserrato verso Agrigento;